# Козлов Іван Іванович
Іван Іванович Козлов (нар. 1896, тепер Російська Федерація — ?, тепер Російська Федерація) — радянський діяч, відповідальний секретар Краснопресненського районного комітету ВКП(б) Москви, 2-й секретар Східно-Сибірського крайового комітету ВКП(б). Кандидат у члени ЦК ВКП(б) у 1930—1934 роках.

## Життєпис
Освіта початкова. Працював слюсарем-мотористом.
У 1915—1917 роках служив у російській армії, учасник Першої світової війни.
У 1918—1919 роках — у Червоній армії, служив мотористом-слюсарем в школі пілотів.
Член РКП(б) з 1918 року.
У 1929—1931 роках — відповідальний секретар Краснопресненського районного комітету ВКП(б) міста Москви.
У 1932 — 6 листопада 1933 року — 2-й секретар Східно-Сибірського крайового комітету ВКП(б) в Іркутську.
28 вересня — 31 жовтня 1933 року — 1-й секретар Іркутського міського комітету ВКП(б).
У 1933 році відкликаний у розпорядження ЦК ВКП(б).
Подальша доля невідома.